# Rothschildia steinbachi
Rothschildia steinbachi är en fjärilsart som beskrevs av Rothschild 1904. Rothschildia steinbachi ingår i släktet Rothschildia och familjen påfågelsspinnare. Inga underarter finns listade.